# Stamboom Johan Willem Friso van Nassau-Dietz (1687-1711)
| Stamboom Johan Willem Friso van Nassau-Dietz (1687-1711)                                          | Stamboom Johan Willem Friso van Nassau-Dietz (1687-1711)                                                                                  | Stamboom Johan Willem Friso van Nassau-Dietz (1687-1711)                                                                                  | Stamboom Johan Willem Friso van Nassau-Dietz (1687-1711)                                               | Stamboom Johan Willem Friso van Nassau-Dietz (1687-1711)                                               | Stamboom Johan Willem Friso van Nassau-Dietz (1687-1711)                                          | Stamboom Johan Willem Friso van Nassau-Dietz (1687-1711)                                          | Stamboom Johan Willem Friso van Nassau-Dietz (1687-1711)                                          | Stamboom Johan Willem Friso van Nassau-Dietz (1687-1711)                                          | Stamboom Johan Willem Friso van Nassau-Dietz (1687-1711) | Stamboom Johan Willem Friso van Nassau-Dietz (1687-1711) | Stamboom Johan Willem Friso van Nassau-Dietz (1687-1711) | Stamboom Johan Willem Friso van Nassau-Dietz (1687-1711) | Stamboom Johan Willem Friso van Nassau-Dietz (1687-1711)                                               | Stamboom Johan Willem Friso van Nassau-Dietz (1687-1711)                                               | Stamboom Johan Willem Friso van Nassau-Dietz (1687-1711)                                               | Stamboom Johan Willem Friso van Nassau-Dietz (1687-1711)                                               |
| ------------------------------------------------------------------------------------------------- | --- | --- | --- | --- | ------------------------------------------------------------------------------------------------- | ------------------------------------------------------------------------------------------------- | ------------------------------------------------------------------------------------------------- | ------------------------------------------------------------------------------------------------- | --- | --- | --- | --- | --- | --- | --- | --- |
| Betbetovergrootouders                                                                             | Willem van Nassau-Dietz (1487-1559) Willem de Rijke x Juliana van Stolberg (1506-1580)                                                    | Georg III van Leuchtenberg x gravin Barbara van Brandenburg-Ansbach                                                                       | Julius van Brunswijk-Wolfenbüttel (1528-1589) x Hedwig van Brandenburg (1540-1602)                     | Frederik II van Denemarken (1534-1588) x Sophia van Mecklenburg-Güstrow (1557-1631)                    | Willem van Nassau-Dietz (1487-1559) Willem de Rijke x Juliana van Stolberg (1506-1580)            | Gaspard de Coligny (1519-1572) x Charlotte de Laval                                               | Koenraad van Solms (1540-1592) x Elisabeth van Nassau (1542-1603)                                 | Lodewijk I van Sayn-Wittgenstein (1532-1605) x Elisabeth van Solms-Laubach (1549-1599)            | Joachim Ernst van Anhalt (1536-1586) x Agnes van Barby (1540-1569) | Johan Casimir van Wittelsbach Paltsgraaf van Simmern (1543-1592) x Elisabeth van Saksen-Meissen (1552-1590) | Willem IV van Hessen-Kassel (1532-1592) x Sabina van Württemberg (1549-1581) | Johan VII van Nassau-Siegen (1561-1623) x 1581 Magdalena van Waldeck-Wildungen (1558-1599) | Willem van Nassau-Dietz (1487-1559) Willem de Rijke x Juliana van Stolberg (1506-1580)                 | Gaspard de Coligny (1519-1572) x Charlotte de Laval                                                    | Koenraad van Solms (1540-1592) x Elisabeth van Nassau (1542-1603)                                      | Lodewijk I van Sayn-Wittgenstein (1532-1605) x Elisabeth van Solms-Laubach (1549-1599)                 |
| Betovergrootouders                                                                                | Jan VI van Nassau-Dietz (1535-1606) Jan de Oude x Elisabeth van Leuchtenberg (1537-1579)                                                  | Jan VI van Nassau-Dietz (1535-1606) Jan de Oude x Elisabeth van Leuchtenberg (1537-1579)                                                  | Hendrik Julius van Brunswijk-Wolfenbüttel (1564-1613) x1590 Elisabeth van Denemarken (1573-1625)       | Hendrik Julius van Brunswijk-Wolfenbüttel (1564-1613) x1590 Elisabeth van Denemarken (1573-1625)       | Willem I van Oranje-Nassau (1533-1584) Willem de Zwijger x 1583 Louise de Coligny (1555-1620)     | Willem I van Oranje-Nassau (1533-1584) Willem de Zwijger x 1583 Louise de Coligny (1555-1620)     | Johan Albrecht I van Solms-Braunfels (1563-1623) x Agnes van Sayn-Wittgenstein (1568-1617)        | Johan Albrecht I van Solms-Braunfels (1563-1623) x Agnes van Sayn-Wittgenstein (1568-1617)        | Johan George I van Anhalt-Dessau (1567-1618) x 1583 Dorothea van Simmern (1581-1631) | Johan George I van Anhalt-Dessau (1567-1618) x 1583 Dorothea van Simmern (1581-1631) | Maurits van Hessen-Kassel (1572-1632) x Juliana van Nassau-Siegen (1587-1643) | Maurits van Hessen-Kassel (1572-1632) x Juliana van Nassau-Siegen (1587-1643) | Willem I van Oranje-Nassau (1533-1584) Willem de Zwijger x 1583 Louise de Coligny (1555-1620)          | Willem I van Oranje-Nassau (1533-1584) Willem de Zwijger x 1583 Louise de Coligny (1555-1620)          | Johan Albrecht I van Solms-Braunfels (1563-1623) x Agnes van Sayn-Wittgenstein (1568-1617)             | Johan Albrecht I van Solms-Braunfels (1563-1623) x Agnes van Sayn-Wittgenstein (1568-1617)             |
| Overgrootouders                                                                                   | Ernst Casimir van Nassau-Dietz (1573-1632) x 1597 Sophia Hedwig van Brunswijk-Wolfenbüttel (1592-1642)                                    | Ernst Casimir van Nassau-Dietz (1573-1632) x 1597 Sophia Hedwig van Brunswijk-Wolfenbüttel (1592-1642)                                    | Ernst Casimir van Nassau-Dietz (1573-1632) x 1597 Sophia Hedwig van Brunswijk-Wolfenbüttel (1592-1642) | Ernst Casimir van Nassau-Dietz (1573-1632) x 1597 Sophia Hedwig van Brunswijk-Wolfenbüttel (1592-1642) | Frederik Hendrik van Oranje-Nassau (1584-1647) x Amalia van Solms (1602-1675)                     | Frederik Hendrik van Oranje-Nassau (1584-1647) x Amalia van Solms (1602-1675)                     | Frederik Hendrik van Oranje-Nassau (1584-1647) x Amalia van Solms (1602-1675)                     | Frederik Hendrik van Oranje-Nassau (1584-1647) x Amalia van Solms (1602-1675)                     | Johan Casimir van Anhalt-Dessau (1596-1660) x 1623 Agnes van Hessen-Kassel (1606-1650) | Johan Casimir van Anhalt-Dessau (1596-1660) x 1623 Agnes van Hessen-Kassel (1606-1650) | Johan Casimir van Anhalt-Dessau (1596-1660) x 1623 Agnes van Hessen-Kassel (1606-1650) | Johan Casimir van Anhalt-Dessau (1596-1660) x 1623 Agnes van Hessen-Kassel (1606-1650) | Frederik Hendrik van Oranje-Nassau (1584-1647) x 1625 Amalia van Solms (1602-1675)                     | Frederik Hendrik van Oranje-Nassau (1584-1647) x 1625 Amalia van Solms (1602-1675)                     | Frederik Hendrik van Oranje-Nassau (1584-1647) x 1625 Amalia van Solms (1602-1675)                     | Frederik Hendrik van Oranje-Nassau (1584-1647) x 1625 Amalia van Solms (1602-1675)                     |
| Grootouders                                                                                       | Willem Frederik van Nassau-Dietz (1613-1664) x 1652 Albertine Agnes van Oranje-Nassau (1634-1696)                                         | Willem Frederik van Nassau-Dietz (1613-1664) x 1652 Albertine Agnes van Oranje-Nassau (1634-1696)                                         | Willem Frederik van Nassau-Dietz (1613-1664) x 1652 Albertine Agnes van Oranje-Nassau (1634-1696)      | Willem Frederik van Nassau-Dietz (1613-1664) x 1652 Albertine Agnes van Oranje-Nassau (1634-1696)      | Willem Frederik van Nassau-Dietz (1613-1664) x 1652 Albertine Agnes van Oranje-Nassau (1634-1696) | Willem Frederik van Nassau-Dietz (1613-1664) x 1652 Albertine Agnes van Oranje-Nassau (1634-1696) | Willem Frederik van Nassau-Dietz (1613-1664) x 1652 Albertine Agnes van Oranje-Nassau (1634-1696) | Willem Frederik van Nassau-Dietz (1613-1664) x 1652 Albertine Agnes van Oranje-Nassau (1634-1696) | Johan George II van Anhalt-Dessau (1627-1693) x 1659 Henriëtte Catharina van Oranje-Nassau (1638-1708) | Johan George II van Anhalt-Dessau (1627-1693) x 1659 Henriëtte Catharina van Oranje-Nassau (1638-1708) | Johan George II van Anhalt-Dessau (1627-1693) x 1659 Henriëtte Catharina van Oranje-Nassau (1638-1708) | Johan George II van Anhalt-Dessau (1627-1693) x 1659 Henriëtte Catharina van Oranje-Nassau (1638-1708) | Johan George II van Anhalt-Dessau (1627-1693) x 1659 Henriëtte Catharina van Oranje-Nassau (1638-1708) | Johan George II van Anhalt-Dessau (1627-1693) x 1659 Henriëtte Catharina van Oranje-Nassau (1638-1708) | Johan George II van Anhalt-Dessau (1627-1693) x 1659 Henriëtte Catharina van Oranje-Nassau (1638-1708) | Johan George II van Anhalt-Dessau (1627-1693) x 1659 Henriëtte Catharina van Oranje-Nassau (1638-1708) |
| Ouders                                                                                            | Hendrik Casimir II van Nassau-Dietz (1657-1696) x 1683 Amalia van Anhalt-Dessau (1666-1726)                                               | Hendrik Casimir II van Nassau-Dietz (1657-1696) x 1683 Amalia van Anhalt-Dessau (1666-1726)                                               | Hendrik Casimir II van Nassau-Dietz (1657-1696) x 1683 Amalia van Anhalt-Dessau (1666-1726)            | Hendrik Casimir II van Nassau-Dietz (1657-1696) x 1683 Amalia van Anhalt-Dessau (1666-1726)            | Hendrik Casimir II van Nassau-Dietz (1657-1696) x 1683 Amalia van Anhalt-Dessau (1666-1726)       | Hendrik Casimir II van Nassau-Dietz (1657-1696) x 1683 Amalia van Anhalt-Dessau (1666-1726)       | Hendrik Casimir II van Nassau-Dietz (1657-1696) x 1683 Amalia van Anhalt-Dessau (1666-1726)       | Hendrik Casimir II van Nassau-Dietz (1657-1696) x 1683 Amalia van Anhalt-Dessau (1666-1726)       | Hendrik Casimir II van Nassau-Dietz (1657-1696) x 1683 Amalia van Anhalt-Dessau (1666-1726) | Hendrik Casimir II van Nassau-Dietz (1657-1696) x 1683 Amalia van Anhalt-Dessau (1666-1726) | Hendrik Casimir II van Nassau-Dietz (1657-1696) x 1683 Amalia van Anhalt-Dessau (1666-1726) | Hendrik Casimir II van Nassau-Dietz (1657-1696) x 1683 Amalia van Anhalt-Dessau (1666-1726) | Hendrik Casimir II van Nassau-Dietz (1657-1696) x 1683 Amalia van Anhalt-Dessau (1666-1726)            | Hendrik Casimir II van Nassau-Dietz (1657-1696) x 1683 Amalia van Anhalt-Dessau (1666-1726)            | Hendrik Casimir II van Nassau-Dietz (1657-1696) x 1683 Amalia van Anhalt-Dessau (1666-1726)            | Hendrik Casimir II van Nassau-Dietz (1657-1696) x 1683 Amalia van Anhalt-Dessau (1666-1726)            |
| Johan Willem Friso van Nassau-Dietz (1687-1711) x 1709 Maria Louise van Hessen-Kassel (1688-1765) | | | | |                                                                                                   |                                                                                                   |                                                                                                   |                                                                                                   | | | | | | | | |
| Kinderen                                                                                          | Anna (1710-1777) x 1727 Frederik van Baden-Durlach (1703-1732)                                                                            | Anna (1710-1777) x 1727 Frederik van Baden-Durlach (1703-1732)                                                                            | Anna (1710-1777) x 1727 Frederik van Baden-Durlach (1703-1732)                                         | Anna (1710-1777) x 1727 Frederik van Baden-Durlach (1703-1732)                                         | Willem IV (1711-1751) x 1734 Anna van Hannover (1709-1759)                                        | Willem IV (1711-1751) x 1734 Anna van Hannover (1709-1759)                                        | Willem IV (1711-1751) x 1734 Anna van Hannover (1709-1759)                                        | Willem IV (1711-1751) x 1734 Anna van Hannover (1709-1759)                                        | Willem IV (1711-1751) x 1734 Anna van Hannover (1709-1759) | Willem IV (1711-1751) x 1734 Anna van Hannover (1709-1759) | Willem IV (1711-1751) x 1734 Anna van Hannover (1709-1759) | Willem IV (1711-1751) x 1734 Anna van Hannover (1709-1759) | Willem IV (1711-1751) x 1734 Anna van Hannover (1709-1759)                                             | Willem IV (1711-1751) x 1734 Anna van Hannover (1709-1759)                                             | Willem IV (1711-1751) x 1734 Anna van Hannover (1709-1759)                                             | Willem IV (1711-1751) x 1734 Anna van Hannover (1709-1759)                                             |
| Kleinkinderen                                                                                     | Karel Frederik (1728-1811) x 1751 Caroline Louise van Hessen-Darmstadt (1723-1783) x 1787 Luise Karoline Geyer von Geyersberg (1768-1820) | Karel Frederik (1728-1811) x 1751 Caroline Louise van Hessen-Darmstadt (1723-1783) x 1787 Luise Karoline Geyer von Geyersberg (1768-1820) | Willem Lodewijk (1732-1788)                                                                            | Willem Lodewijk (1732-1788)                                                                            | nn (1735)                                                                                         | nn (1735)                                                                                         | nn (1739)                                                                                         | nn (1739)                                                                                         | Carolina (1743-1787) x 1760 Karel Christiaan van Nassau-Weilburg (1735-1788) | Carolina (1743-1787) x 1760 Karel Christiaan van Nassau-Weilburg (1735-1788) | Carolina (1743-1787) x 1760 Karel Christiaan van Nassau-Weilburg (1735-1788) | Carolina (1743-1787) x 1760 Karel Christiaan van Nassau-Weilburg (1735-1788) | Anna (1746)                                                                                            | Anna (1746)                                                                                            | Willem V (1748-1806) x 1767 Wilhelmina van Pruisen (1751-1820)                                         | Willem V (1748-1806) x 1767 Wilhelmina van Pruisen (1751-1820)                                         |
| Achterkleinkinderen                                                                               | Karel Lodewijk (1755-1801) Frederik (1756-1817) Lodewijk I (1763-1830) Leopold (1790-1852) Willem (1792-1859) Amalia (1795-1869)          | Karel Lodewijk (1755-1801) Frederik (1756-1817) Lodewijk I (1763-1830) Leopold (1790-1852) Willem (1792-1859) Amalia (1795-1869)          | - | - | -                                                                                                 | -                                                                                                 | -                                                                                                 | -                                                                                                 | George Willem Belgicus (1760-1762) Lodewijk (1761-1770) Maria (1764-1802) Louise (1765-1837) nn (1767) Frederik Willem (1768-1816) Carolina Louise Frederica (1770-1828) Karel Lodewijk (1772) Karel Frederik Willem (1775-1807) Amalia Charlotte Wilhelmina Louise (1776-1841) nn (1778) nn (1779) Henriëtte (1780-1857) nn (1784) nn (1785) | George Willem Belgicus (1760-1762) Lodewijk (1761-1770) Maria (1764-1802) Louise (1765-1837) nn (1767) Frederik Willem (1768-1816) Carolina Louise Frederica (1770-1828) Karel Lodewijk (1772) Karel Frederik Willem (1775-1807) Amalia Charlotte Wilhelmina Louise (1776-1841) nn (1778) nn (1779) Henriëtte (1780-1857) nn (1784) nn (1785) | George Willem Belgicus (1760-1762) Lodewijk (1761-1770) Maria (1764-1802) Louise (1765-1837) nn (1767) Frederik Willem (1768-1816) Carolina Louise Frederica (1770-1828) Karel Lodewijk (1772) Karel Frederik Willem (1775-1807) Amalia Charlotte Wilhelmina Louise (1776-1841) nn (1778) nn (1779) Henriëtte (1780-1857) nn (1784) nn (1785) | George Willem Belgicus (1760-1762) Lodewijk (1761-1770) Maria (1764-1802) Louise (1765-1837) nn (1767) Frederik Willem (1768-1816) Carolina Louise Frederica (1770-1828) Karel Lodewijk (1772) Karel Frederik Willem (1775-1807) Amalia Charlotte Wilhelmina Louise (1776-1841) nn (1778) nn (1779) Henriëtte (1780-1857) nn (1784) nn (1785) | - | - | nn (1769) Louise (1770-1819) nn (1771) Willem I (1772-1843) Frederik (1774-1799)                       | nn (1769) Louise (1770-1819) nn (1771) Willem I (1772-1843) Frederik (1774-1799)                       |